# 新品部隊
新品部隊（しんぴんぶたい）はフジテレビ系列で1995年10月〜1996年3月まで毎週月曜深夜1：10〜1：40まで放送されたバラエティ番組である。司会は赤坂泰彦。

## 概要
当時若手だったお笑いタレント数組が、自身のネタをする番組。後に「ボキャブラ世代」と呼ばれるようになる若手が数多く出演し、下記のレギュラーの他ゲスト一組がネタのみで出演した。ウルフルズの「ガッツだぜ!」がテーマソングとして使われていた。
2022年1月1日に生放送された『第55回 新春!爆笑ヒットパレード2022』内のコーナー『祝!55周年記念BIG4に聞きたい!ルーレットーク』にて、当番組でネプチューンが披露したネタの映像が一部放送された。

## 主な出演者
レギュラー
- T・K・O（木本武宏、木下隆行）
- 海砂利水魚（有田哲平、上田晋也）
- アンジャッシュ（渡部建、児嶋一哉）
- ネプチューン（名倉潤、原田泰造、堀内健）
- 猿岩石（有吉弘行、森脇和成）

ゲスト
- ジョビジョバ（石倉力、木下明水、坂田聡、長谷川朝晴、マギー、六角慎司）